# Artemisia divaricata
Artemisia divaricata — вид квіткових рослин з родини айстрових (Asteraceae). Поширення: Китай (Сичуань, зх. Юньнань, зх. Хубей). Населяє пагорби, схили, узбіччя доріг; 2000–3400 метрів.

## Біоморфологічна характеристика
Це багаторічна трав'яниста рослина заввишки 80–120(150) см, сіро запушена або ± гола. Листя густо жовтувато-запушене та сіро-павутинне. Найбільш нижнє листя на довгій ніжці; листкова пластинка 2-перисторозсічена; сегменти 4 пари. Середнє стеблове листя на ніжці 1–1.5 см; листкова пластинка яйцеподібна або еліптично-яйцеподібна, 4–5 × 3.5–5 см, 2-перисторозсічена; сегменти 4(або 5) пар, яйцеподібні, 15–25 × 5–15 мм; частки 3 або 4 пари, еліптично-ланцетні або лінійно-ланцетні, 10–15(2) × 1.5–2.5 мм. Найбільш верхнє листя 1- або 2-перисторозсічене; листоподібні приквітки перисторозсічені. Синцвіття — сильно розгалужена волоть. Квіткові голови довгасті або довгасто-яйцеподібні, 1.5–2 мм у діаметрі. Крайових жіночих квіточок 3–5. Дискових квіточок 4–8, двостатеві. Сім'янка довгаста або еліпсоїдна. Цвітіння та плодіння: серпень — жовтень.